# Georg Folz

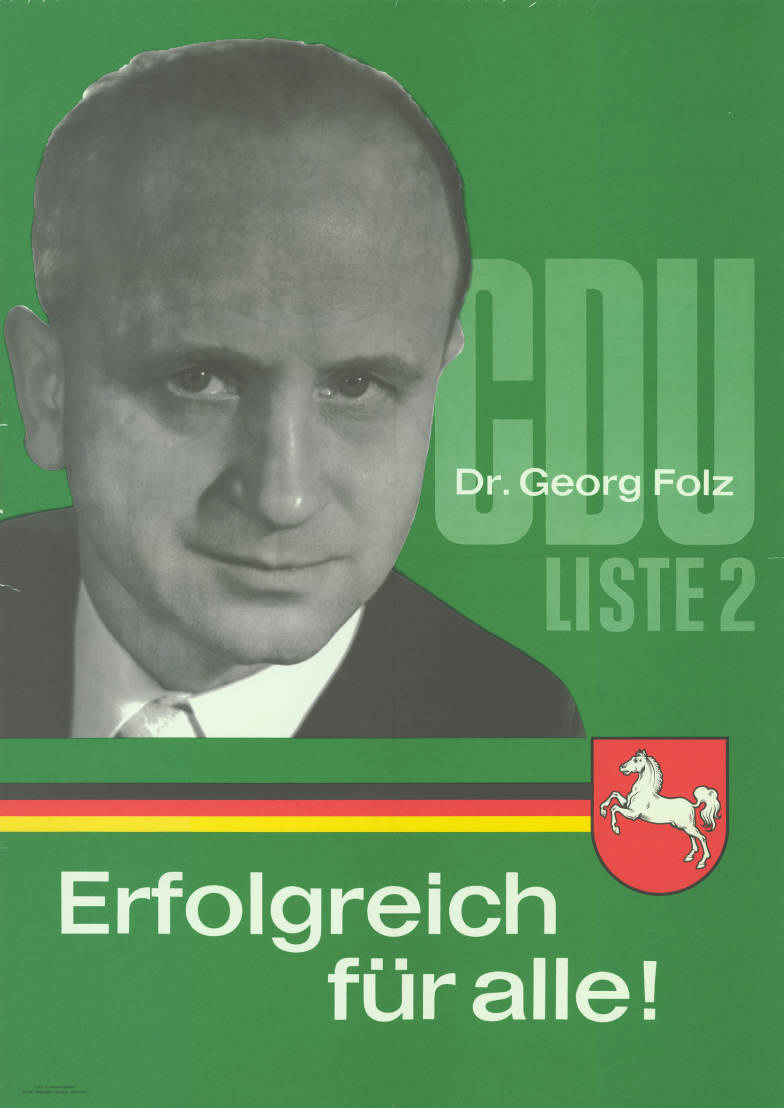
Wahlplakat zur Landtagswahl in Niedersachsen 1967

Georg Josef Maria Folz (* 19. März 1921 in Breslau; † 23. August 2005) war ein deutscher Arzt und Politiker (CDU). Von 1967 bis 1970 war er Mitglied des Niedersächsischen Landtages.

## Leben
Folz machte 1939 Abitur am humanistischen Gymnasium in Breslau. Anschließend wurde er zum Reichsarbeits- und Wehrdienst eingezogen. Ab Ende 1939 absolvierte er ein Medizinstudium in Berlin, Breslau und Freiburg/Br., machte das Staatsexamen Ende 1944 und die Promotion zum Dr. med. Anfang 1945. Zwischenzeitlich leistete er Kriegsdienst bei der Marine als Reserveoffiziersanwärter, zuletzt als Marine-Assistenzarzt der Reserve. Er wurde verwundet und blieb zu 30 Prozent kriegsbeschädigt. Seine berufliche Ausbildung erfolgte in verschiedenen Fachabteilungen hannoverscher Krankenhäuser und als Praxisvertreter. Erste eigene ärztliche Tätigkeit waren im Flüchtlingsjugendlager Poggenhagen und als Begleitarzt bei Umsiedlertransporten. 1946 war er ehrenamtlich tätig als Flüchtlingsbetreuer in Langenhagen. 1953 eröffnete er eine eigene Praxis in Langenhagen.
Mit Beginn des Wiederaufbaues der Bundeswehr war er als Vertragsarzt bei der Heeresoffizierschule I in Hannover sowie als Sportarzt besonders im Versehrtensport und als DRK-Bereitschaftsarzt tätig.

## Ämter
Folz war seit Gründung Mitglied des Bundes der Vertriebenen und Verwaltungsratsmitglied der Kreissparkasse Hannover. Seit 1948 war er Ratsherr der CDU in Langenhagen und Kreistagsabgeordneter des Landkreises Hannover sowie Mitglied des Kreisausschusses und Vorsitzender des Gesundheitsausschusses.

## Politik
Folz war Mitglied des Niedersächsischen Landtages der 6. Wahlperiode vom 6. Juni 1967 bis zum 20. Juni 1970. Dort war er in den Ausschüssen für Gesundheitswesen, für Zonengrenzfragen, für Vertriebene, Flüchtlinge und Kriegssachgeschädigte und für Haushalt und Finanzen aktiv. Er machte sich im Landtag dafür stark, das sogenannte Langenhagen-Gesetz zur Mehrheit zu bringen.